# Laténa
Laténa est une commune suisse du canton de Neuchâtel, située dans la région Littoral.
La commune naît à la suite de la fusion des quatre communes d'Enges, Hauterive, La Tène (composée des localités de Marin-Epagnier et Thielle-Wavre) et Saint-Blaise. Le projet de fusion est accepté, le 26 novembre 2023, par 97,1 % à Enges, 76,9 % à Hauterive, 72,6 % à La Tène et 67 % à Saint-Blaise.
Les quatre couleurs des armoiries (avec l'or, symbole du ciel, le vert sinople pour les sapins et la vigne, l'azur pour le lac et le blanc pour le littoral) représentent les communes (trois grandes et une petite).
Le 20 juin 2024, le conseil général (parlement communal) de Laténa tient sa séance constitutive. A cette occasion, les cinq membres du conseil communal (exécutif) sont élus. 
La fusion prend effet au 1er janvier 2025. Le siège administratif de la nouvelle commune est à Saint-Blaise.